# 세비야역
방코 데 에스파냐 역(스페인어: Banco de España)은 마드리드 지하철 2호선의 역이다. 마드리드 센트로 구의 알칼라 거리와 세비야 거리가 만나는 교차로 지하에 위치해 있다. 요금구역상으로는 A구역에 속한다.

## 역사
1924년 6월 14일 2호선 솔 - 벤타스 구간 첫 개통 당시부터 영업에 들어갔다.
2018년 4월 23일부터 약 1년간 전면 리모델링 공사를 위해 문을 닫는다. 역 전체를 현대화하며 모든 이용객을 위한 접근시설을 설치하는 작업이 이뤄진다. 대합실에 달린 벽화도 새것으로 교체하며, 엘레베이터 세 대도 새로 설치될 예정이다.

## 환승 정보
세비야 역과 직접 환승되는 지하철 노선은 없지만, 다음 역인 솔 역에서 1호선, 3호선으로 갈아탈 수 있고 이전역인 방코 데 에스파냐 역에서도 세르카니아스 노선으로 갈아탈 수 있다.
역 주변에 시내버스 정류장이 여러 곳 있다. 경유하는 주간 노선이 상당히 많으며, 야간 버스 노선도 세 개가 다닌다.
| 마드리드 지하철              | 마드리드 지하철       | 마드리드 지하철    |
| ---------------------------- | --------------------- | ------------------ |
| 방코 데 에스파냐 라스 로사스 | 마드리드 지하철 2호선 | 솔 콰트로 카미노스 |